# Philodendron krauseanum
Philodendron krauseanum là một loài thực vật có hoa trong họ Ráy (Araceae). Loài này được Steyerm. miêu tả khoa học đầu tiên năm 1951.